# 쓰다카정
쓰다카정(津高町)은 오카야마현 미쓰군에 설치되었던 정이다. 현재의 오카야마시에 해당한다.